# Delitto e delitto
Delitto e delitto (in svedese Brott och brott) è un dramma del drammaturgo svedese August Strindberg.
Questo dramma viene definito da Strindberg una "commedia, nel senso di «divina commedia» del genere umano che vive «il suo inferno già sulla terra». 
Racconta la storia di Maurice, un drammaturgo di successo, che innamorandosi di una "femmina satanica" di nome Henriette, sacrifica la moglie e la figlia, venendo sospettato e imputato per il loro assassinio.
Il dramma viene pubblicato l'anno seguente alla scrittura, insieme ad Avvento, con un unico titolo, Innanzi alla corte suprema (Vid Högre rätt).

## Al cinema e in tv
Il dramma è stato adattato più volte per lo schermo.

### Filmografia
- La sbornia (Rausch), regia di Ernst Lubitsch (1919)
- Synd, regia di Gustaf Molander (1928)